# Japan Soccer League 1967
Die Japan Soccer League 1967 war die dritte Spielzeit der japanischen Japan Soccer League. An ihr nahmen 8 Vereine teil. Meister wurden die Toyo Industries.

## Ergebnisse
| Pl. | Verein                      | Sp. | S  | U | N  | Tore    | Diff. | Punkte |
| --- | --------------------------- | --- | -- | - | -- | ------- | ----- | ------ |
| 1.  | Toyo Industries             | 14  | 10 | 2 | 2  | 037:160 | +21   | 22     |
| 2.  | Furukawa Electric           | 14  | 8  | 4 | 2  | 039:220 | +17   | 20     |
| 3.  | Mitsubishi Heavy Industries | 14  | 9  | 1 | 4  | 038:190 | +19   | 19     |
| 4.  | Yawata Steel                | 14  | 8  | 2 | 4  | 029:220 | +7    | 18     |
| 5.  | Yanmar Diesel               | 14  | 6  | 2 | 6  | 028:270 | +1    | 14     |
| 6.  | Hitachi                     | 14  | 5  | 2 | 7  | 026:270 | −1    | 12     |
| 7.  | Nippon Kokan                | 14  | 2  | 1 | 11 | 016:400 | −24   | 05     |
| 8.  | Toyoda Automatic Loom Works | 14  | 0  | 2 | 12 | 012:520 | −40   | 02     |

## Preise

### Torschützenkönige
- Takeo Kimura (15 Tore) (Furukawa Electric)

### Best XI
- Kenzō Yokoyama (Mitsubishi Heavy Industries)
- Hiroshi Katayama (Mitsubishi Heavy Industries)
- Masakatsu Miyamoto (Furukawa Electric)
- Mitsuo Kamata (Furukawa Electric)
- Aritatsu Ogi (Toyo Industries)
- Hisao Kami (Yawata Steel)
- Ryūichi Sugiyama (Mitsubishi Heavy Industries)
- Teruki Miyamoto (Yawata Steel)
- Shigeo Yaegashi (Furukawa Electric)
- Kunishige Kamamoto (Yanmar Diesel)
- Takeo Kimura (Furukawa Electric)